# Multipolarität der Gammastrahlung
Übergänge zwischen angeregten Zuständen (oder angeregten Zuständen und dem Grundzustand) eines Nuklids führen zur Emission von Gammaquanten. Diese kann man nach ihrer Multipolarität klassifizieren. Es gibt zwei Arten: Elektrische und magnetische Multipolstrahlung (beides sind elektromagnetische Strahlung).

Elektrische Dipolstrahlung. Der Dipol liegt in der Zeichenebene, zeigt vertikal nach oben und oszilliert mit etwa 1 Hz. Die Farbe zeigt die Stärke des Feldes, das nach außen wandert. Die magnetischen Feldlinien stehen senkrecht auf der Zeichenebene.

Elektrische Dipol-, Quadrupol-, Oktupolstrahlung (allgemein: 2ℓ-Polstrahlung) nennt man auch E1-, E2-, E3-Strahlung (allgemein: Eℓ-Strahlung).
Analog wird magnetische Dipol-, Quadrupol-, Oktupolstrahlung (allgemein: 2ℓ-Polstrahlung) auch als M1-, M2-, M3-Polstrahlung (allgemein: Mℓ-Strahlung) bezeichnet (siehe auch: hertzscher Dipol).
Monopolstrahlung ({\displaystyle \ell =0}) gibt es nicht.
In der Quantenmechanik ist der Drehimpuls quantisiert. Die verschiedenen Multipolfelder haben verschiedene Werte des Drehimpulses:
Eℓ-Strahlung und Mℓ-Strahlung einen Drehimpuls {\displaystyle \ell } in Einheiten von {\displaystyle \hbar }. Das Gesetz der Drehimpulserhaltung führt zu Auswahlregeln, d. h. zu Regeln, welche Multipolstrahlung in konkreten Übergängen stattfinden kann oder nicht. Konkret ist der zusätzliche Drehimpuls durch einen relativen Bahndrehimpuls des ausgesendeten Photons gegeben, wobei die Winkelverteilung durch das Betragsquadrat der entsprechenden Kugelflächenfunktion beschrieben wird.
Ein einfacher klassischer Vergleich: betrachte die Abbildung des oszillierenden elektrischen Dipols. Er erzeugt nach außen wandernde elektrische und magnetische Feldlinien, die durch die maxwellschen Gleichungen gekoppelt sind. Dieses System von Feldlinien ist dann das der E1-Strahlung. Ähnliche Überlegungen gelten für oszillierende elektrische oder magnetische Multipolfelder höherer Ordnung.
Anderseits ist es plausibel, dass die Multipolarität der Strahlung aus der Winkelverteilung der emittierten Strahlung erschlossen werden kann.

## Quantenzahlen und Auswahlregeln für Multipolstrahlung

### Drehimpuls und Parität von Kernzuständen

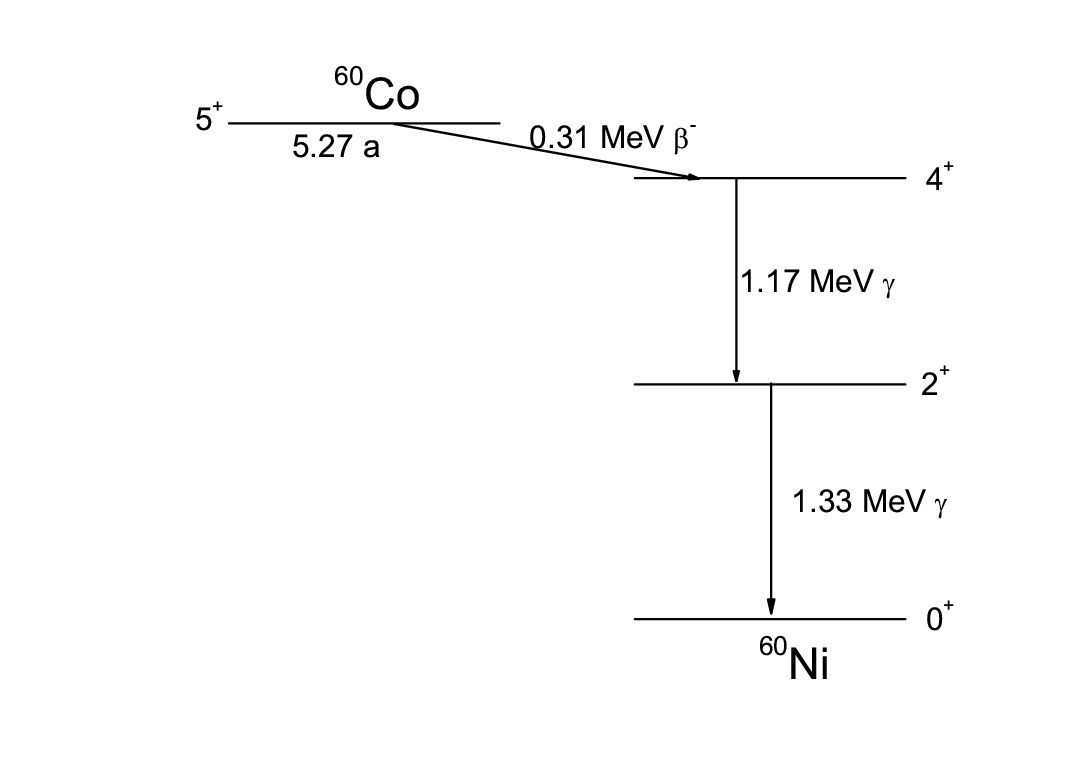
Vereinfachtes Zerfallsschema von ^{60}Co, mit Angabe der Drehimpulse und Paritäten

Der Quantenzustand eines Nuklids wird beschrieben durch seine Energie über dem Grundzustand, durch seinen Drehimpuls (Kernspin) {\displaystyle J} und durch seine Parität, d. h., durch sein Verhalten bei Raumspiegelung (positiv + oder negativ −). Da der Spin eines Nukleons 1/2 und der Bahndrehimpuls ganzzahlig ist, kann {\displaystyle J} ganzzahlig oder halbzahlig sein (in Einheiten von {\displaystyle \hbar }).

### Drehimpuls und Parität der Multipolstrahlung
Elektrische und magnetische Multipolstrahlung der Ordnung {\displaystyle \ell } trägt den gleichen Drehimpuls {\displaystyle \ell } (in Einheiten von {\displaystyle \hbar }). Die Paritäten von Eℓ und Mℓ sind aber entgegengesetzt.
| Dipolstrahlung       | E1 | 1 | − |
| Dipolstrahlung       | M1 | 1 | + |
| Quadrupolstrahlung   | E2 | 2 | + |
| Quadrupolstrahlung   | M2 | 2 | − |
| Oktupolstrahlung     | E3 | 3 | − |
| Oktupolstrahlung     | M3 | 3 | + |
| Hexadekupolstrahlung | E4 | 4 | + |
| Hexadekupolstrahlung | M4 | 4 | − |
| …                    |    |   |   |

Die Bezeichnung „elektrische Multipolstrahlung“ ist passend, da der Hauptteil dieser Strahlung durch die Ladungsdichte in der Quelle erzeugt wird; die „magnetische Multipolstrahlung“ anderseits beruht hauptsächlich auf der Stromdichte in der Quelle.

### Auswahlregeln
Wenn durch Emission eines Photons (Gammaquant) ein Zustand mit Spin Ji und Parität Pi („i“ steht für „initial“) in einen Zustand mit Spin Jf und Parität Pf („f“ steht für „final“) übergeht, gelten wegen der Drehimpuls- und Paritätserhaltung folgende Auswahlsregeln streng:
- {\displaystyle |J_{f}-J_{i}|\leq \ell \leq J_{f}+J_{i}}
  - wegen {\displaystyle \ell >0} sind daher Übergänge {\displaystyle 0\rightarrow 0} nicht möglich.
- Wenn sich die Parität nicht ändert ({\displaystyle P_{f}=P_{i}}), sind nur {\displaystyle E\ell }-Multipolaritäten mit geradem {\displaystyle \ell } und {\displaystyle M\ell }-Multipolaritäten mit ungeradem {\displaystyle \ell } möglich.
- Wenn sich die Parität ändert ({\displaystyle P_{f}=-P_{i}}), sind nur {\displaystyle E\ell }-Multipolaritäten mit ungeradem {\displaystyle \ell } und {\displaystyle M\ell }-Multipolaritäten mit geradem {\displaystyle \ell } möglich.

Wenn mehrere Multipolaritäten möglich sind, gilt
- Übergänge mit größerem {\displaystyle \ell } sind erheblich unwahrscheinlicher als Übergänge mit kleinerem {\displaystyle \ell } (je nach Energie um einen Faktor 10−4 bis 10−2 pro Einheit von {\displaystyle \ell }),
- magnetische Multipolstrahlung ist gegenüber elektrischer unterdrückt; als Faustregel sind Mℓ und E(ℓ+1) ungefähr gleich stark.

Beispiele
- In dem vereinfachten Zerfallsschema von 60Co oben sind die Drehimpulse und Paritäten der verschiedenen Zustände angegeben (Plus bedeutet positive Parität, Minus bedeutet negative Parität). Der 1,33-MeV-Übergang zum Grundzustand (2+ → 0+) muss offenbar einen Drehimpuls von 2 haben, ohne Änderung der Parität. Er ist also ein E2-Übergang.
- Beim 1,17-MeV-Übergang (4+ → 2+) könnten alle Drehimpulse zwischen 2 (= 4 − 2) und 6 (= 4 + 2) emittiert werden. Da die Parität unverändert bleibt, wären dies E2, M3, E4, M5, E6. Da höhere Multipole deutlich unterdrückt sind, ist es in diesem Fall ein fast reiner elektrischer Quadrupolübergang.
- Ein Übergang von einem 2+-Niveau zu einem niedrigeren 2+-Niveau kann die Multipolaritäten M1, E2, M3, E4 haben. Er wird eine Mischung von M1 und E2 sein, während die M3 und E4 keine Rolle spielen. Man beachte, dass es sich bei den Multipolaritäten um quantenmechanische Mischungen handelt: Man kann nicht sagen, dass das eine Photon die Multipolarität M1 und ein anderes E2 hat.